# Pareto (Piemont)
Pareto (piemontiul: Parèj) település Olaszországban, Piemont régióban, Alessandria megyében. Lakosainak száma 498 fő (2023. január 1.).

## Népessége
A település népessége az alábbiak az alábbiak szerint alakult:
| Lakosok száma | 539  | 531  | 498  |
|               | 2017 | 2018 | 2023 |